# Caulochytrium gloeosporii
Caulochytrium gloeosporii är en svampart som beskrevs av Voos & Lindsay Shepherd Olive 1968. Caulochytrium gloeosporii ingår i släktet Caulochytrium och familjen Caulochytriaceae.   Inga underarter finns listade i Catalogue of Life.